# Duroniella fracta
Duroniella fracta är en insektsart som först beskrevs av Krauss 1890.  Duroniella fracta ingår i släktet Duroniella och familjen gräshoppor. Inga underarter finns listade i Catalogue of Life.